# Valentin Marr
Valentin Marr (født 1696, Zella St. Blasii - 3. januar 1786, København) var en bøssemager og rustmester.
Han arbejdede som bøssemager fra 1727-29 i Stockholm. I 1732 flyttede han til København, og i 1737 blev han medlem af Det Kongelige Kjøbenhavnske Skydeselskab og Danske Broderskab. I 1747 blev han udnævnt som den bedste bøssemager i København af generalkommissariatskollegiet. I 1759 fik han til opgave at efterse og istandsætte en hestedreven boremaskine i Gjethuset, så den kunne demonstreres for den franske ambassadør ved at udbore rørene på kanoner. Han blev udnævnt som rustmester i 1759.
Som rustmester fremstillede han bl.a. to geværer, der skulle tjene som model for geværfabrikken ved Kronborg. Generelt arbejdede han meget med flintlåse, og han blev anerkendt for sit arbejde i hele Europa. Han stoppede som rustmager i 1775 grundet sin alder, hvorefter hans søn Johan Ludvig Ernst Marr overtog posten.

## Privatliv
Han blev gift den 6. juni 1733 med Anna Cathrine v. Bergen (ca. 1714- 5. december 1785) formentlig datter af bøssemager Johan Jørgen v. Bergen (død 1729).